# The Best Disco in Town
Singles de The Ritchie Family
I Want to Dance with You (Dance with Me)
(1975) Life Is Music
(1977)
Pistes de Arabian Nights...
Baby I'm on Fire
The Best Disco in Town est une chanson disco du groupe de Philadelphie, The Ritchie Family, sortie en single en 1976, ainsi que sur l'album Arabian Nights... Aux États-Unis, le single entre dans le Top 20 des deux classements soul et pop. The Best Disco in Town est surtout classée no 1 du palmarès dance/disco pendant une semaine. 
La chanson est un medley de succès pop, soul et disco, faisant la part belle aux hits de Philadelphia soul. 
Les chansons incluses dans ce medley sont Reach Out I'll Be There des Four Tops, I Love Music des O'Jays, Bad Luck d'Harold Melvin & the Blue Notes, TSOP (The Sound of Philadelphia) de MFSB, Fly, Robin, Fly de Silver Convention, et le propre Brazil de la Ritchie Family. La face B, The Best Disco in Town (part 2), ajoute les titres Love to Love You Baby de Donna Summer, That's the Way (I Like It) de KC and the Sunshine Band, Lady Bump de Penny McLean, Express de B.T. Express, Lady Marmalade de Labelle et la propre chanson du groupe issue du même album, Romantic Love. Ces deux parties sont réunies dans une version longue parue sur l'album. 
The Best Disco in Town précède d'autres medley du même genre comme Uptown Festival de Shalamar, d'un an, ou Medley de Stars On 45, de 5 ans. 

## Classements
| Palmarès (1976-77)                      | Meilleure position |
| --------------------------------------- | ------------------ |
| Australie - Kent Music Report           | 3                  |
| Afrique du Sud                          | 18                 |
| Allemagne                               | 22                 |
| Belgique (Flandre et Wallonie)          | 5                  |
| Canada - RPM                            | 15                 |
| États-Unis - Billboard Hot 100          | 17                 |
| États-Unis - Billboard Hot Soul Singles | 12                 |
| États-Unis - Record World Disco         | 1                  |
| Norvège                                 | 10                 |
| Nouvelle-Zélande                        | 33                 |
| Pays-Bas                                | 2                  |
| Royaume-Uni - UK Singles Chart          | 10                 |
| Suède                                   | 13                 |